# Maurice Bardèche
Maurice Bardèche, francoski pisatelj, novinar, pedagog, literarni in umetnostni kritik, * 1. oktober 1909, Dun-sur-Auron, † 1998.
Bardèche se je šolal na Lycée Louis-le-Grand in École Normale Supérieure. Med letoma 1942 in 1944 je bil profesor francoske književnosti na Université des Sciences et Technologies de Lille.
Po drugi svetovni vojni je bil eden vodilnih francoskih neofašistov, zanikovalec holokavsta.